# Mano ferma
Mano ferma è un singolo del cantautore italiano Alex Wyse, pubblicato il 21 ottobre 2022 come primo estratto dal primo album in studio Ciò che abbiamo dentro.

## Descrizione
Il brano, scritto da Fabrizio Fusaro, è prodotto da Francesco Catitti, in arte Katoo e ha anticipato l'uscita dell'album Ciò che abbiamo dentro, uscito il 4 novembre 2022.

## Video musicale
Il video musicale, diretto da Federico Falcioni, è stato pubblicato il 23 ottobre 2022 attraverso il canale YouTube del cantautore e vede la partecipazione dell'attrice italiana Michelle Cavallaro.

## Tracce
Testi di Fabrizio Fusaro, musiche di Alessandro Rina, Fabrizio Fusaro e Saverio Grandi.
1. Mano ferma – 3:11